# لاحص (حديبو)

تعديل مصدري - تعديل

لاحص هي إحدى قرى مديرية حديبو التابعة لمحافظة سقطرى، بلغ تعداد سكانها 136 نسمة حسب تعداد اليمن لعام 2004.